# Diane Adélaïde de Mailly

Stemma De Mailly

Diane Adélaïde de Mailly, duchessa di Lauraguais (Parigi, 11 febbraio 1713 – Parigi, 30 novembre 1769), è stata un'amante di Luigi XV.

## Biografia
Era la terza figlia di Louis III de Mailly-Nesle, marchese de Nesle e de Mailly, principe d'Orange, e di sua moglie, Armande Félice de La Porte Mazarin. La madre era figlia di Paul Jules de La Porte, duca Mazzarino e de La Meilleraye, figlio della celebre avventuriera, Ortensia Mancini e nipote del cardinale Mazzarino.
Diane Adélaïde aveva anche una sorellastra minore, Henriette de Bourbon (1725-1780), Mademoiselle de Verneuil, nata dalla relazione della madre con il duca di Borbone, il primo ministro di Luigi XV (1723-1726).
Nella sua gioventù, Diane Adélaïde era conosciuta come Mademoiselle de Montcavrel. Nel gennaio 1742, sposò Louis de Brancas, duca di Lauraguais.
Era una dama di compagnia di Maria Leszczyńska.

## Amante di Luigi XV
Nel 1726, la sorella Louise Julie, sposò suo cugino, Louis Alexandre de Mailly, conte de Mailly. Poco dopo attirò l'attenzione del re Luigi XV, e divenne una sua amante. Anche se era diventata l'amante del re nel 1732, madame de Mailly non è stato ufficialmente riconosciuta come maîtresse en titre fino al 1738. Louise Julie non usò la sua nuova posizione a corte per arricchirsi o per interferire in politica.
Nel 1738, ha ricevuto una lettera da sua sorella minore, Pauline-Félicité, che chiedeva di essere presentata a corte. Al suo arrivo a corte, Pauline-Félicité sedusse il re e divenne la sua amante.

## Morte
Morì il 30 novembre 1769.